# Erik Varming
Erik Varming (født 26. juli 1942 i Vejle) er en dansk billedhugger. Han er uddannet ved Det Kongelige Danske Kunstakademi i 1960-66. Hans tidligste arbejder var naturalistiske skildringer af dyr og mennesker, men i de senere år har han udviklet sig mere i abstrakt retning og store formater. Af enkeltarbejder kan nævnes udsmykningen af Grundtvigskirken i Esbjerg i 2009.
I 2011 blev han tildelt Eckersberg Medaillen for "sit enestående og konsekvente arbejde med skulpturens væsen." Varming modtager Livsvarig kunstnerydelse.